# Grecanico dorato
Le grecanico dorato est un cépage italien de raisins blanc.

## Origine et répartition géographique
Il  provient du sud de l'Italie de l’île de Sicile.
En Sicile, il est classé recommandé en province d'Agrigente, de Palerme et de Trapani. Il est autorisé en province de  Catane et de Syracuse.
Il est cultivé presque exclusivement dans la province de Trapani près de Marsala.
En 1990, il couvrait en Italie 4.545 ha.  
Elle est classée cépage d'appoint en DOC Contea di Sclafani Grecanico, Contea di Sclafani bianco, Contessa Entellina Grecanico, Delia Nivolelli Grecanico, Delia Nivolelli bianco, Delia Nivolelli bianco frizzante, Delia Nivolelli spumante, Menfi Grecanico, Menfi bianco, Santa Margherita di Belice Grecanico, Santa Margherita di Belice Nero D'Avola, Santa Margherita di Belice bianco, Sciacca Grecanico et Sciacca bianco.

## Caractères ampélographiques
- Extrémité du jeune rameau cotonneux, vert blanchâtre à liseré carminé
- Jeunes feuilles duveteuses, vert clair.
- Feuilles adultes, à 5 lobes avec des sinus supérieurs assez profonds, ouverts ou fermés à bords superposés, un sinus pétiolaire en U large, des dents anguleuses, moyennes à étroites, un limbe duveteux.

## Aptitudes culturales
La maturité est de troisième époque: 30 jours après le chasselas. 

## Potentiel technologique
Les grappes sont moyennes et les baies sont de taille moyenne. La grappe est cylindrique, ailée et longue. Le cépage est de bonne vigueur que l’on peut tailler court en gobelet ou long en taille de Guyot. La production est bonne. 
Il est souvent vinifié en assemblage avec les cépages  Catarratto bianco comune, Catarratto bianco lucido et  Grillo.

## Synonymes
Le grecanico dorato est connu sous les noms de grecanico bianco, grecanicu biancu, grecanio, recanicu.